# Murangium sequoiae
Murangium sequoiae är en svampart som först beskrevs av Plowr. ex W. Phillips, och fick sitt nu gällande namn av Seaver 1951. Murangium sequoiae ingår i släktet Murangium och familjen Patellariaceae.   Inga underarter finns listade i Catalogue of Life.